# Fatal Temptation
Fatal Temptation è un film del 1988 scritto e diretto da Bob J. Ross (alias Beppe Cino).
Il film è conosciuto anche col titolo Errore fatale.

## Trama
Silvia gestisce una piccola pensione insieme al ricco marito Paolo, più anziano di lei, ma il matrimonio è in crisi. Paolo si consola così con un'amante fissa. Un giorno, dopo avere dato un passaggio in macchina all'amante, Paolo investe Alessio: questi rimane illeso mentre Paolo, nel tentativo di evitare d'investirlo, resta gravemente ferito e perde la vista. Durante il ricovero del marito, Silvia assume proprio Alessio come autista, divenendone anche l'amante. Paolo, ancora non vedente, viene dimesso dall'ospedale e ritorna in albergo. Paolo continua a ricevere visite da parte dell'amante; Silvia, infastidita dal comportamento del marito, architetta un piano per ucciderlo con la complicità di Alessio ed entrare in possesso dei suoi beni. Alessio è dapprima ostile all'idea di commettere un omicidio, ma sempre più sedotto dall'ascendente di Silvia, accetta di rendersi complice del gesto criminale. Nel frattempo, Paolo recupera la vista ma tiene Silvia all'oscuro e, così indisturbato, riesce a controllare i rapporti e gli accordi tra Silvia e Alessio. I due decidono di eliminare Paolo durante una gita in barca ma, al momento di agire, Alessio fallisce, vinto dalla paura e dal senso di pietà.
Sotto le insistenze di Silvia, qualche giorno dopo i due amanti conducono Paolo sull'orlo di un dirupo, convinti che l'uomo sia ancora cieco. Quando comprendono che ha recuperato la vista, la tensione sale: Alessio spinge l'uomo nella scarpata, evitando che sia Paolo ad aggredirli per primo. Cosetta, inserviente dell'albergo nonché occasionale amante di Alessio, intuisce le intenzioni della coppia e inizia un gioco fatto di ricatti; la ragazza, del resto, ha ben capito che sono stati Silvia e Alessio ad uccidere Paolo. Messa alle strette dai ripetuti ricatti, Silvia convince Alessio a dare appuntamento a Cosetta al porto ma, una volta giunta sul luogo, questa si trova invece davanti Silvia che, senza alcuna pietà, la uccide a colpi di pistola.
Una volta eliminata la ragazza, Silvia ordina ad Alessio di disfarsi del corpo e questi, sempre più in balia della donna, provvede a eseguire ma, al suo ritorno in albergo, viene freddato da alcuni colpi di pistola sparati da Silvia stessa, che in tale modo potrà fare ricadere su Alessio entrambi gli omicidi e scagionarsi sostenendo di averlo ucciso per legittima difesa. Alla base del gesto di Silvia vi sono sicuramente ragioni d'interesse economico: dopo l'uscita di scena di Paolo e Alessio, Silvia rimane l'unica erede del facoltoso marito, ma ampio rilievo ha avuto anche la cieca gelosia della donna che, sicuramente, non tollerava la relazione tra Alessio e Cosetta.
Silvia ormai ricca e libera da ogni legame, si ritrova a passeggiare in riva al mare antistante la pensione ma è meno libera di quanto creda, sempre più prigioniera della sua cieca frustrazione.